# Nikoulitzas Delphinas
Nikoulitzas Delphinas (greacă Νικουλιτζάς Δελφινάς) a fost un magnat bizantin din secolul al XI-lea și domn local al Larisei, în Tesalia greacă. A luat parte la o revoltă inițiată de vlahii Tesaliei în 1066.